# Списък на държавните глави през 1 година
Списък на държавните глави през 1 година:

## Африка
- Мавретания – Юба II
- Мероитското царство – Нетакамани

## Азия
- Велика Армения – Тигран IV и Ерато
- Иверия – Аршак II
- Юдея – Ирод Велики
- Кападокия – Архелаус

- Комагена – Антиох III
- Кушанска империя – Герай
- Махан – Ки Хак
- Набатея – Харитат IV
- Осроене – Абгар V
- Партия – Фраат V
- Понт – Питодорида

- Хунну – Уджулю
- Япония – Суйнин
- Ярлунг – Мутри Ценпо

## Европа
- Атребати – Тинкомий
- Атина – Ареус Паинаеус
- Катувелауни – Таскиован
- Ирландия – Crimthann Nia Náir
- Римска империя – Октавиан Август
- Одриско царство – Котис VI